# Ichikawa
Pour le bourg situé dans la préfecture de Hyōgo, voir Ichikawa (Hyōgo).
Ichikawa (市川市, Ichikawa-shi) est une ville de la préfecture de Chiba, au Japon. À ne pas confondre avec le réalisateur Kon Ichikawa.

## Géographie

### Situation

Situation d'Ichikawa dans la préfecture de Chiba.

Ichikawa est située dans le nord-ouest de la préfecture de Chiba, en bordure de la ville de Tokyo.

### Hydrographie
Ichikawa est située à l'embouchure du fleuve Edo qui se jette au sud de la ville dans la baie de Tokyo.

### Démographie
En février 2020, la population d'Ichikawa s'élevait à 490 293 habitants, répartis sur une superficie de 57,45 km2.

## Histoire
Ichikawa a été fondée le 3 novembre 1934 par la fusion des bourgs d'Ichikawa, Motoyawata et Nakayama, ainsi que du village de Kokubun.

## Culture locale et patrimoine

### Édifices religieux
- Le Hokekyō-ji est l'un des cinq temples bouddhistes principaux appartenant à la Nichiren Shū, une école bouddhique fondée par Nichiren. Construit à l'époque de Kamakura (1185-1333), il abrite des trésors nationaux, tels que des écrits de Nichiren et une pagode à cinq étages classée bien culturel important national[1].

## Transports
Ichikawa est desservie par de nombreuses lignes ferroviaires :
- lignes Chūō-Sōbu, Keiyō, Musashino et Sōbu de la JR East ;
- ligne principale Keisei de la Keisei ;
- ligne Shinjuku du Bureau des Transports de la Métropole de Tokyo ;
- ligne Tōzai du Tokyo Metro ;
- ligne Hokusō de la Hokuso-Railway.

Les principales gares sont celles d'Ichikawa et de Motoyawata.

## Jumelages
- Gardena (États-Unis) depuis 1962
- Leshan (Chine) depuis 1981
- Medan (Indonésie) depuis 1989
- Rosenheim (Allemagne) depuis 2004
- Wonju (Corée du Sud) depuis 2005
- Issy-les-Moulineaux (France) Depuis 2012[3]

## Personnalités liées à la ville
- Sakaigawa Namiemon (1841-1887), sumotori
- Kōji Nakano (1925-2004), écrivain
- Michio Hoshino (1952-1996), photographe
- Dai Shimamura (1960-2023), homme politique
- Yūki Abe (né en 1981), footballeur
- Atsuko Maeda (née en 1991), chanteuse

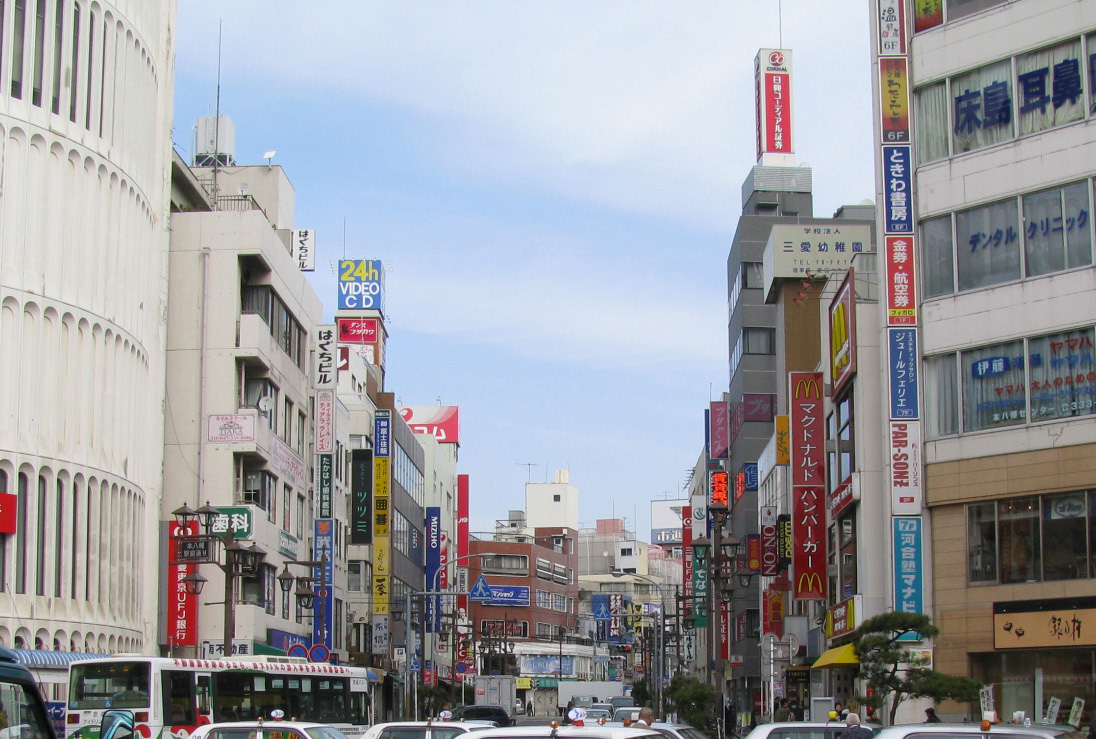
Centre-ville d'Ichikawa près de la gare Moto-Yawata.
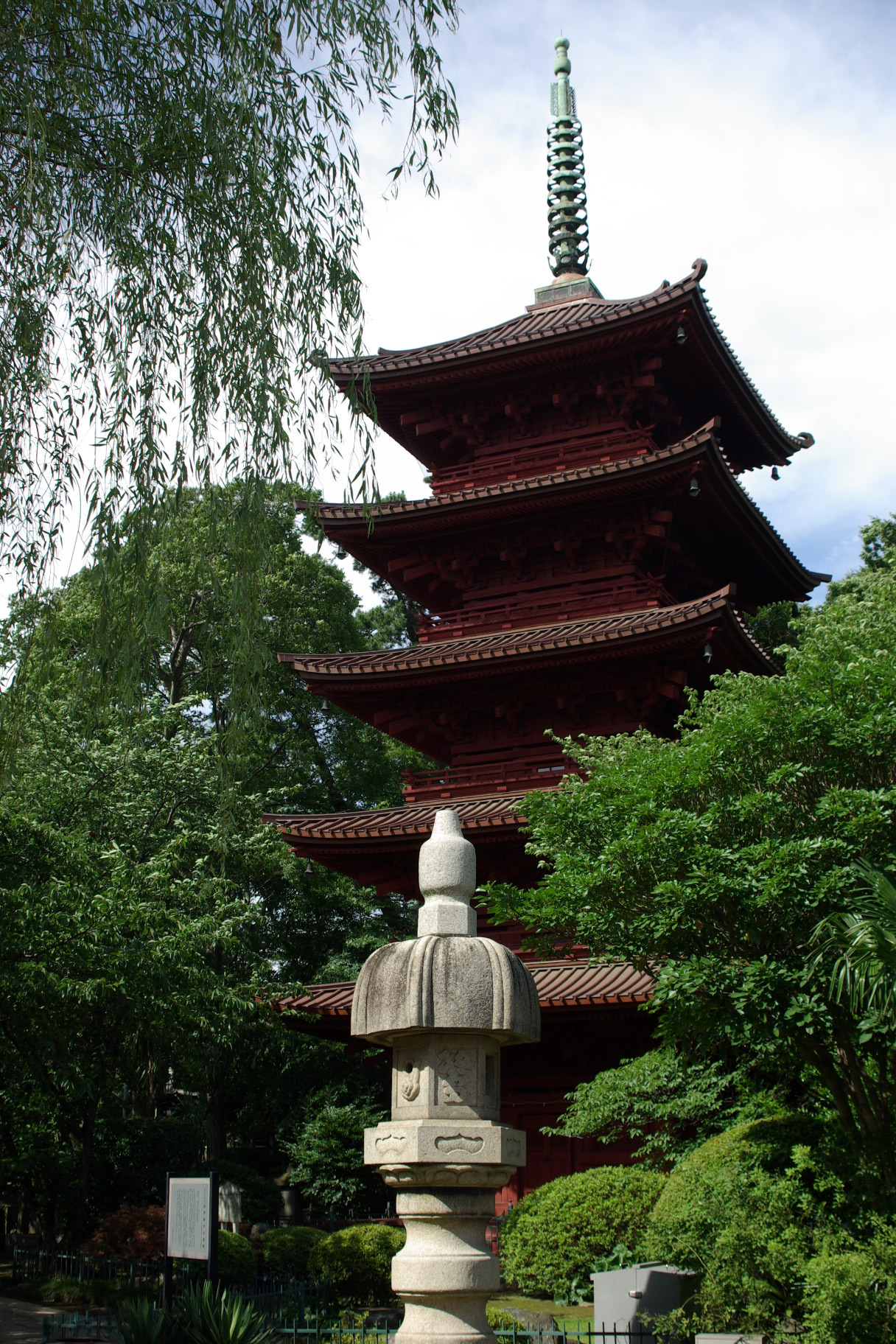
Pagode à Chiba.
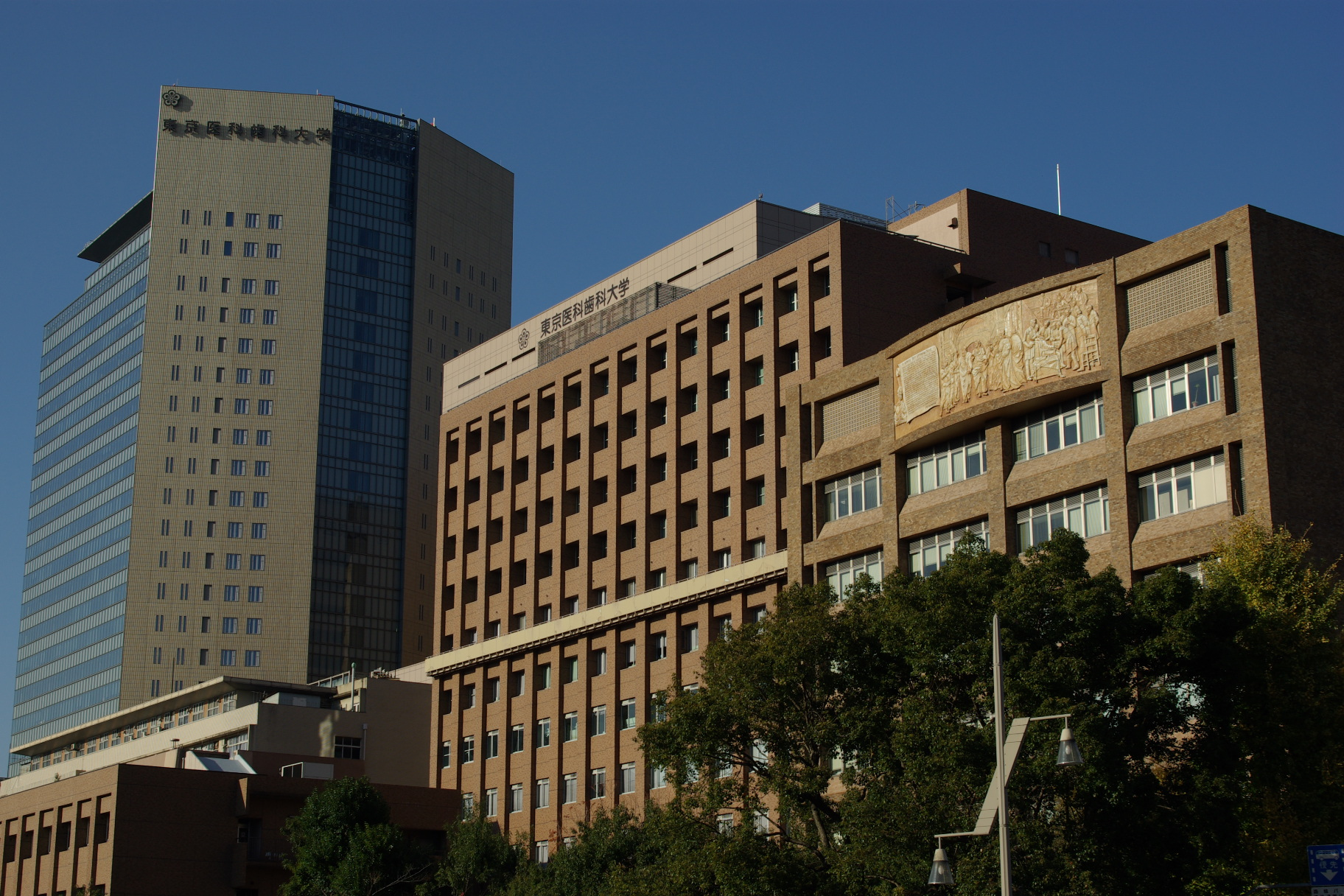
Faculté de médecine et école dentaire de la préfecture de Tokyo à Ichikawa.
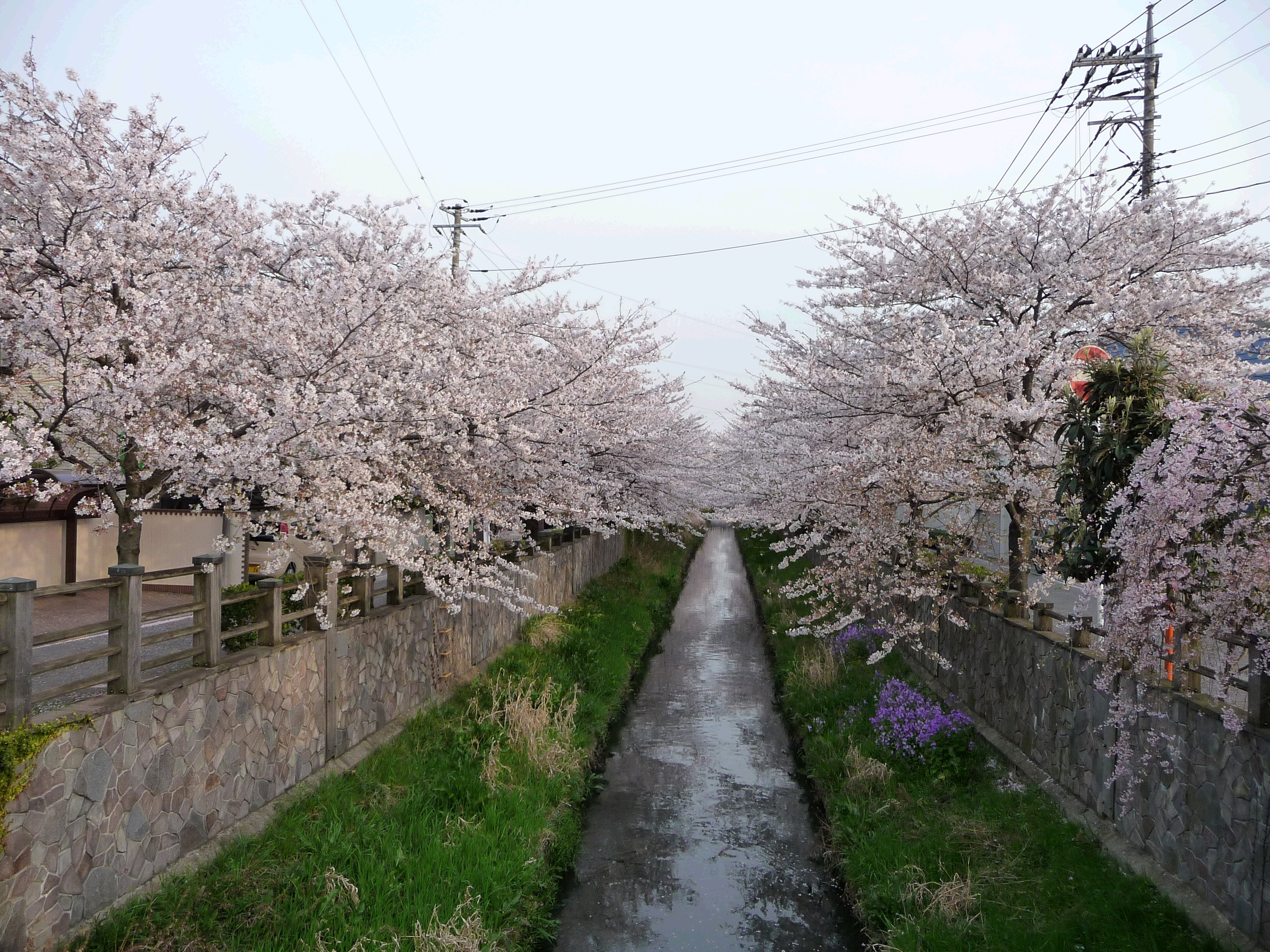
Cerisiers en fleurs.